# Tradescantia ozarkana
Tradescantia ozarkana är en himmelsblomsväxtart som beskrevs av Edgar Shannon Anderson och Robert Everard Woodson. Tradescantia ozarkana ingår i släktet båtblommor, och familjen himmelsblomsväxter. Inga underarter finns listade.